# Приме Виле (Ријети)
Приме Виле је насеље у Италији у округу Ријети, региону Лацио.
Према процени из 2011. у насељу је живело 14 становника. Насеље се налази на надморској висини од 731 м.